# Wielki krążownik

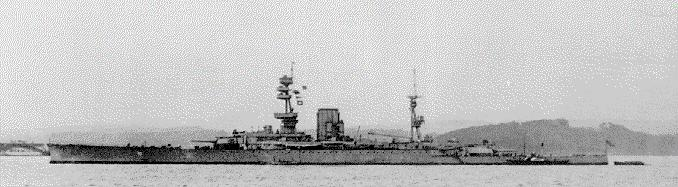
Wielki krążownik HMS Glorious z I wojny światowej.

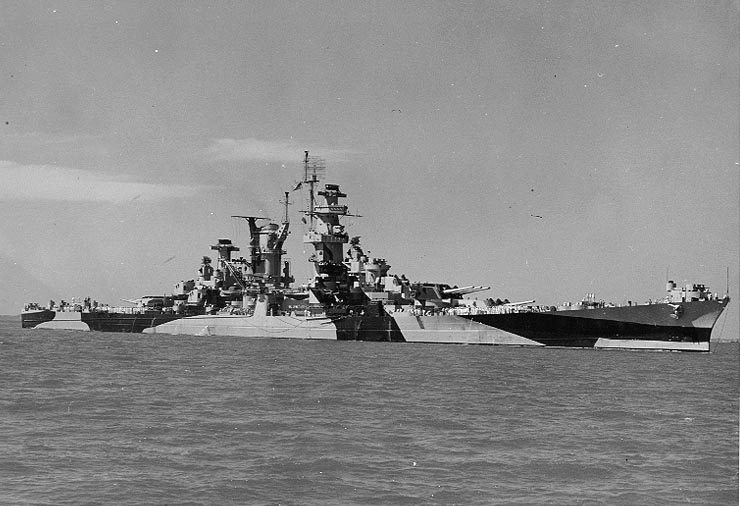
USS Alaska (CB-1) typu Alaska

Wielki krążownik, również krążownik najcięższy – nieliczna klasa ciężkich okrętów artyleryjskich, o wielkości pośredniej pomiędzy krążownikami a pancernikami. Podczas I wojny światowej należały do niej tylko brytyjskie okręty typu Courageous. Mimo prowadzenia prac projektowych w różnych państwach, jedynymi późniejszymi tak klasyfikowanymi okrętami były dwie amerykańskie jednostki typu Alaska z okresu II wojny światowej.
Klasa wielkich krążowników była nietypowa i nieliczna. Pierwszymi i przez dłuższy czas jedynymi okrętami tego rodzaju były brytyjskie krążowniki typu Courageous, powstałe podczas I wojny światowej do zwalczania lekkich krążowników i wspierania planowanego desantu na Bałtyku. Klasyfikowano je jako "wielkie krążowniki lekkie" (ang. large light cruiser), chociaż od ówczesnych krążowników lekkich były ponad trzykrotnie większe. Były tylko nieco mniejsze i słabsze od istniejącej wówczas klasy krążowników liniowych. Jednostki te okazały się jednak nieudane i przebudowano je następnie na lotniskowce.
Dopiero w drugiej połowie lat 30. XX wieku rozpoczęto ponownie na świecie prace koncepcyjne nad okrętami pośredniej wielkości między pancernikami a krążownikami. Stanowiły one nawiązanie do koncepcji nieistniejących już jako odrębna klasa krążowników liniowych – okrętów silniejszych od krążowników, a słabszych, lecz szybszych od pancerników. Część autorów nazywa wręcz wielkie krążowniki krążownikami liniowymi, lecz mimo podobieństw, przede wszystkim inna była ich rola. W odróżnieniu od krążowników liniowych, przeznaczeniem nowych wielkich krążowników było zwalczanie krążowników ciężkich i ewentualnie podobnych sobie okrętów, natomiast nie miały one w założeniu ścierać się z pancernikami. Krążowniki liniowe miały natomiast działać wespół z pancernikami w składzie floty liniowej, jako jej szybsze skrzydło (aczkolwiek I wojna światowa wykazała ich zbyt małą odporność do tej roli).
Obie klasy – wielkich krążowników i krążowników liniowych, miały podobną wielkość i uzbrojenie, a ich wspólną cechą było względnie słabe opancerzenie, nie chroniące przed artylerią pancerników, a nawet okrętów swojej klasy. O ile jednak krążowniki liniowe nie odbiegały wielkością od współczesnych im pancerników i miały jedynie nieco słabsze uzbrojenie, to wielkie krążowniki były już znacząco mniejsze od nowo projektowanych pancerników, a uzbrojenie większości projektów było znacznie słabsze od pancerników.

## Budowa wielkich krążowników na świecie
Jedynymi zbudowanymi nowymi wielkimi krążownikami okazały się dwie amerykańskie jednostki typu Alaska, które wodowano w 1941 i weszły do służby w 1944. Okręty te miały wyporność standardową 29 800 t., uzbrojenie główne z 9 dział kalibru 305 mm, prędkość 33 węzły i opancerzenie burt do 229 mm. W USA dla celów ich klasyfikacji wprowadzono nową klasę wielkich krążowników (ang. large cruisers). Z budowy dalszych czterech zaplanowanych jednostek zrezygnowano, z czego tylko jedna została rozpoczęta.
Drugim i ostatnim państwem, które rozpoczęło budowę wielkich krążowników, był ZSRR. W 1939 rozpoczęto tam budowę dwóch okrętów projektu 69 Kronsztad – "Kronsztad" i "Sewastopol", których jednak nie ukończono, ani nie wodowano z powodu wybuchu wojny. Według pierwotnych planów miały mieć wyporność standardową 35 200 t, uzbrojenie w 9 dział 305 mm, pancerz burtowy do 230 mm i prędkość 33 w. Jako ich potencjalnych przeciwników rozpatrywano także niemieckie szybkie pancerniki typu Scharnhorst i francuskie Dunkerque. Według ostatecznego projektu 69I zakładano uzbrojenie ich w 6 importowanych z Niemiec dział 380 mm, przy obniżeniu prędkości do 31 w.
Po wojnie powrócono w ZSRR do koncepcji wielkich krążowników, rozpoczynając w latach 1951–1952 budowę trzech okrętów projektu 82 (Stalingrad), z których "Stalingrad" nawet wodowano, lecz w 1953 budowę ich anulowano. Miały one mieć wyporność standardową 36 500 t., uzbrojenie w 9 dział 305 mm, pancerz burtowy do 200 mm i prędkość 34 w. Okręty obu opisanych typów były określane w ZSRR jako ciężkie krążowniki (tjażołyje kriejsera), lecz nie należy ich utożsamiać z klasą krążowników ciężkich.
Oprócz tych państw, wielkie krążowniki projektowano w Niemczech (typ O z uzbrojeniem z 6 dział 380 mm, przewidywany do działań rajderskich i walk z krążownikami eskorty konwojów), Japonii (typy B-64 i B-65 z uzbrojeniem z 9 dział 310 mm, projektowane jako odpowiedź na typ Alaska) i Holandii (typ 1047 z uzbrojeniem z 9 dział 283 mm, do walki z japońskimi krążownikami ciężkimi). Jednakże, w żadnym z państw budowy ich nie rozpoczęto.

## Charakterystyki i ocena ogólna
Uważa się, że koncepcja klasy wielkich krążowników była nieudana, gdyż mimo dużych rozmiarów i wysokich kosztów budowy uzyskano okręty o bardzo ograniczonej przydatności.
Większość projektowanych na świecie wielkich krążowników miała wyporność standardową 28-32 000 ton, przez co ich wielkość zbliżała się do mniejszych spośród pancerników budowanych w latach 30., jak niemieckiego typu Scharnhorst i francuskiego Dunkerque. Radzieckie okręty miały być jeszcze większe (35-36 000 t), dorównując wielkością pancernikom budowanym pod rządami traktatu londyńskiego z 1936. Mimo tego wszystkie projektowane wielkie krążowniki ustępowały pancernikom tego okresu pod względem opancerzenia i ogólnie odporności na ciosy, a także uzbrojenia (nawet słabsze pancerniki typów Scharnhorst i Dunkerque, przy ogólnie porównywalnym uzbrojeniu posiadały lepsze opancerzenie). Z kolei nowo budowane w latach 30. pancerniki, generacji tzw. szybkich pancerników, jedynie nieznacznie ustępowały projektowanym okrętom prędkością (ok. 2-3 węzły). W efekcie, wielkie krążowniki miałyby niewielkie szanse w przypadku starcia z nowymi pancernikami, jeśli nie powiodłaby im się ucieczka z powodu małej przewagi prędkości.
Słabym punktem jedynych zbudowanych krążowników tej klasy typu Alaska była ponadto słaba bierna ochrona przeciw torpedom. Ponadto dzieliły one wspólną słabość dużych okrętów artyleryjskich ujawnioną podczas II wojny światowej w postaci wrażliwości na ataki lotnictwa.
Umiarkowana przydatność okrętów tej klasy stała się jedną z przyczyn zaniechania ich budowy. Zupełnie nieprzydatne na powojennym nowoczesnym polu walki byłyby radzieckie okręty projektu 82, dlatego też z nich zrezygnowano.